# Заріцька Анастасія Олексіївна
Заріцька Анастасія Олексіївна (нар. 4 листопада 1948, с. Росоша Липовецького району Вінницької області) — українська суддя, член Вищої кваліфікаційної комісії суддів України (2014—2019).

## Біографія, кар'єра
Освіту розпочала 1967 року в Київському поліграфічному училищі № 6. Перша професія — фотограф у Володарському райпобуткомбінаті (1969−71; 1972−77). У 1971−72 працювала у Володарському районному сільськогосподарському споживчому товаристві.
З посади завідувачки фотоательє у 1977 р. перейшла на роботу судового виконавця Володарського районного народного суду. Одночасно здобувала юридичну освіту в Київському університеті ім. Т. Шевченка, який закінчила 1984 року за спеціальністю «правознавство».
У 1983−84 — стажист у Білоцерківській районній юридичній консультації.
Суддівську кар'єру розпочала 1984 року народним суддею Макарівського районного народного суду. З березня 1993 року Анастасія Заріцька — суддя Київського обласного суду (Апеляційний суд Київської області). З червня 2007 по грудень 2014 була суддею Вищого господарського суду України.
Після виходу у відставку, рішенням XII позачергового з'їзду суддів України від 25 вересня 2014 року обрана членом Вищої кваліфікаційної комісії суддів України. Перебувала на цій посаді до 7 листопада 2019 року.
Заслужений юрист України, нагороджена відзнакою Президента України — ювілейною медаллю «25 років незалежності України» «за значні особисті заслуги у становленні незалежної України, утвердженні її суверенітету та зміцненні міжнародного авторитету, вагомий внесок у державне будівництво, соціально-економічний, культурно-освітній розвиток, активну громадсько-політичну діяльність, сумлінне та бездоганне служіння Українському народу».

## Сім'я
Є чоловік і син.
Одна з п'ятеро онук Анастасії Заріцької, Олександра Заріцька, є солісткою музичного гурту «KAZKA».

## Публікації
Заріцька А. О. «Я люблю життя і прагну бути корисною суспільству» // Держава і право. Юридичні і політичні науки: зб. наук. пр. / Ін-т держави і права ім. В. М. Корецького НАН України. — К. : Ін-т держави і права ім. В. М. Корецького НАН України, 2013. — Вип. 60.